# ایتری (کمون)
ایتری (به فرانسوی: Aytré) یک کمون در فرانسه است که در شرانت-ماریتیم واقع شده‌است. ایتری ۱۲٫۲۲ کیلومتر مربع مساحت دارد.